# Alfred Lepère
Pour les articles homonymes, voir Lepère.
Alfred Adolphe Édouard Lepère, dit Alfred Lepère, né à Paris le 15 mai 1827, et mort à L'Haÿ-les-Roses le 29 mars 1904, est un peintre et sculpteur français.

## Biographie

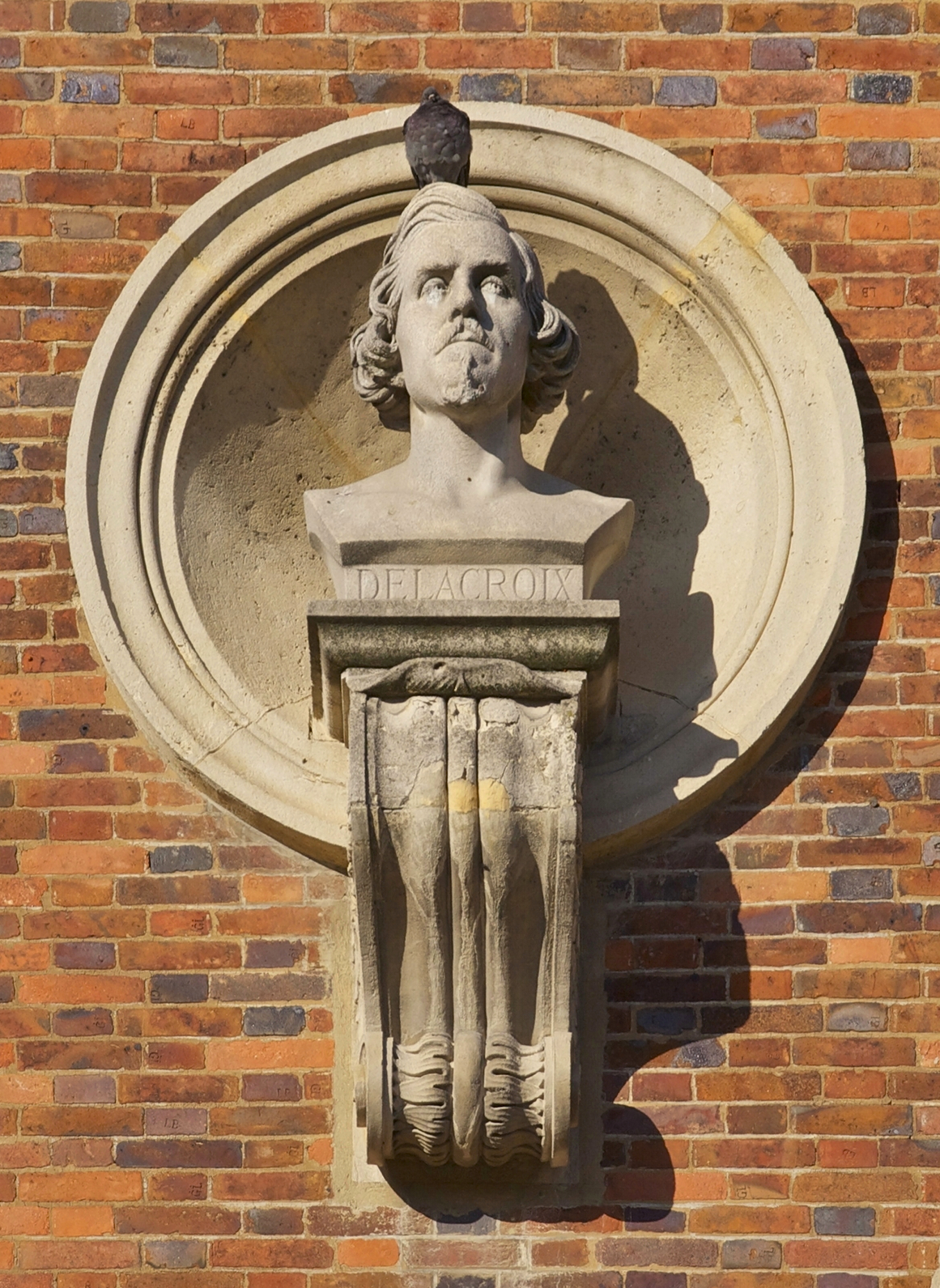
Eugène Delacroix, Paris, orangerie du jardin du Luxembourg.

Alfred Lepère entre à l’École des beaux-arts de Paris où il est l’élève des sculpteurs Jules Ramey et Auguste Dumont, et du peintre Charles Gleyre.
Admis à concourir par décision du jury en mai 1848, il obtient, en 1851, le troisième prix au concours du prix de Rome pour Les Grecs et les Troyens se disputent le corps de Patrocle, puis le premier prix l’année suivante avec Philoctète à Lemnos, devant Jean-Baptiste Carpeaux.
Il expose régulièrement au Salon des artistes français dès 1859, et est récompensé en 1861 par une médaille de troisième classe en sculpture. Il reçoit des commandes publiques pour des bâtiments parisiens.
Il est nommé chevalier de la Légion d'honneur en juin 1870.
Il participe aux Expositions universelles de 1878 et 1889 à Paris.
Alfred Lepère meurt à L'Haÿ-les-Roses le 30 mars 1904. Il est inhumé au cimetière communal, aux côtés de son épouse, la peintre Désirée Maucuit (1823-1891), représentée de profil sur le médaillon sculpté par son mari qui orne leur tombe.

## Œuvres dans les collections publiques
- Compiègne, musée national du château de Compiègne : Diogène le cynique, 1870, marbre[4] ;
- Fontainebleau, façade du château de Fontainebleau : La Sagesse, 1860, marbre[5] ;
- Nîmes, musée des beaux-arts : Lyssia, 1858, marbre[6] ;
- Paris (1er arrondissement), palais du Louvre, façade du pavillon des États : Victoire, 1868, statue en pierre[7] ;
- Paris (6e), église Notre-Dame-des-Champs : La Vierge et l'Enfant Jésus, Salon de 1877, marbre. La Vierge, le regard tourné vers le ciel, tient l'Enfant Jésus dans ses bras. Elle est debout sur le globe du monde et écrase un serpent sous ses pieds. L'Enfant Jésus est nu et présente une couronne d'épines ;
- Paris (6e), jardin du Luxembourg, façade le l’orangerie : Eugène Delacroix, buste en pierre[8] ;
- Paris (9e), opéra Garnier : deux Cariatides ornant les pilastres de l’avant-scène, côté est. Figure de gauche : la main droite baissée tient une palme et une branche de rosier, la main gauche tient un manuscrit. Figure de droite : la main droite levée tient une couronne de fleurs, la main gauche baissée tient un tambour de basque[9] ;
- Paris (18e), église Notre-Dame de Clignancourt : Moïse, 1869, statue en pierre. Moïse est assis, sa tête porte les rayons traditionnels, une longue barbe tombe sur sa poitrine. Il appuie son bras gauche sur des tablettes et tient dans la main un manuscrit déroulé sur ses genoux ;
- Paris (20e), cimetière du Père-Lachaise : Eugène Godin, statuaire, 1883, médaillon en bronze ornant la tombe de l’artiste[10].[source insuffisante]